# Amable (nombre)
Amable es  de origen latino en su variante en español. Su significado es "el que ama" o "el que siente amor". Es un nombre tanto masculino como femenino. Su abreviatura en origen de la real lengua española es Mable. Resalta las virtudes y demás aspectos

## Santoral
3 de julio: San Amable, presbítero en Clermont.

## Variantes en otros idiomas
| Variantes en otras lenguas | Variantes en otras lenguas |
| -------------------------- | -------------------------- |
| Español                    | Amable                     |
| Alemán                     | Amabilis                   |
| Asturiano                  | Amable                     |
| Catalán                    | Amable                     |
| Checo                      | Amabilis                   |
| Danés                      | Amabilis                   |
| Francés                    | Aimable                    |
| Holandés                   | Amabilis                   |
| Inglés                     | Amabilis                   |
| Italiano                   | Amabile                    |
| Latín                      | Amabilis                   |
| Noruego                    | Amabilis                   |
| Portugués                  | Amável                     |
| Sueco                      | Amabilis                   |

## Personas
- Amable Liñán, ingeniero español.
- Aimable, célebre acordeonista francés.
- Aimable Jean Jacques Pélissier, militar francés.
- Amable, DJ de indie/rock.